# Rhoda spinifer
Rhoda spinifer är en mångfotingart som först beskrevs av Kraepelin 1903.  Rhoda spinifer ingår i släktet Rhoda och familjen Scolopendridae. Inga underarter finns listade i Catalogue of Life.